# Євгенія Раданова
Євгенія Раданова (болг. Євгения Раданова; нар. 4 листопада 1977, Софія, Болгарія) — болгарська ковзанярка з шорт-треку та велогонщиця. Брала участь як в Зимових Олімпійських іграх так і в літніх. Почесна громадянка Софії. 

## Біографія
Народилась Раданова 1977 року в Софії. 19 жовтня 2001 року на змаганнях в Калгарі встановила світовий рекорд з шорт-треку на 500 м — 43.671 с. На Зимових Олімпійських іграх 2002 виграла срібну медаль на цій же дистанції, а також бронзу на дистанції 1500 м. На Літніх Олімпійських іграх 2004 вона представляла Болгарію у велосипедному спорті, але безуспішно. На Зимових Олімпійських іграх 2010 зайняла 7 місце з шорт-треку на 500 м. 
Після завершення спортивної кар'єри Раданова зайнялась тренерською діяльністю в Італії. В серпні 2014 року стала виконувачем обов'язків Міністра молоді та спорту Болгарії в уряді Георгія Блізнашкі.